# Normaal
Normaal ist eine erfolgreiche niederländische Rockgruppe, deren auffälligstes Merkmal der Gesang in dem Dialekt ihrer Heimatregion, des Achterhoek, ist.

## Die Band

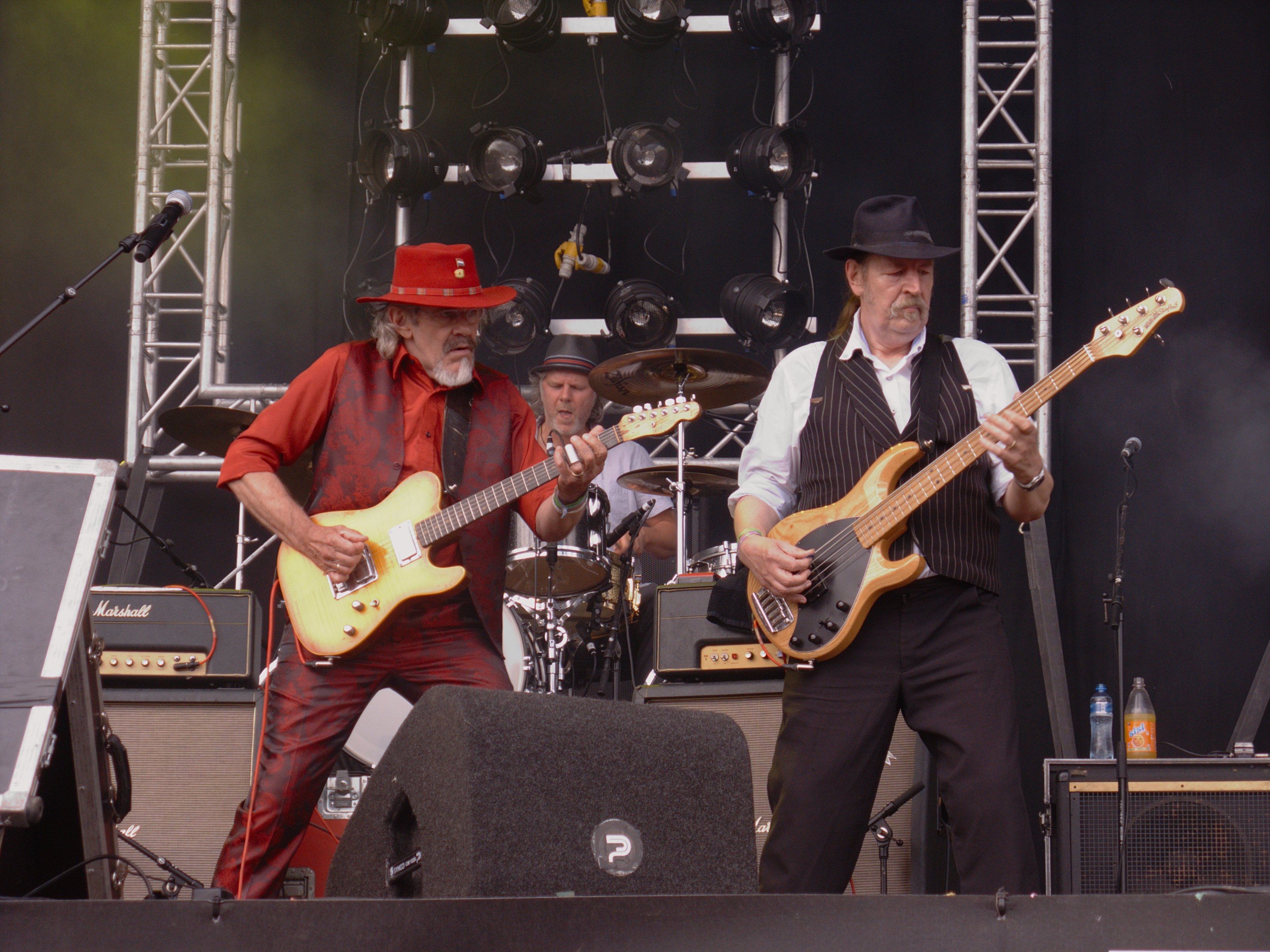
Normaal beim Zwarte Cross 2011 (Festival)

Normaal gilt als Begründer des sogenannten Boerenrock (Bauernrock). Diese Richtung ließe sich im deutschsprachigen Raum stilistisch beispielsweise mit D’Hundskrippln aus Bayern oder Torfrock aus Norddeutschland vergleichen. Regionale Elemente wie die lokale Mundart, aber auch das Bauerndasein, sind wichtige Bestandteile der Musik und Kultur der Gruppe. Die Band Normaal wurde 1974 in Enschede von den Kunststudenten (Bernhard) Bennie Jolink und Jan Manschot gegründet und hatte 1977 einen ersten Durchbruch mit dem Titel Oerend hard (deutsch etwa: „Irre schnell“), einem ihrer bis heute größten Hits. Dem Lied kommt eine Schlüsselrolle zu, da es der erste Charterfolg eines Liedes in niederländischer Mundart („Streektaal“) war, das dazu bereits andere wichtige Versatzstücke ihrer Bandkultur enthält: Motorräder, Frauen und Alkohol. Ein Hinweis auf die Bedeutung dieses Stückes ist, dass es seit seiner Entstehung mehrfach gecovert und parodiert worden ist. Das hervorstechendste Merkmal der Band und die vielleicht wichtigste Eigenschaft des Boerenrock ist der Gebrauch des Achterhoeks, einem Dialekt des Niedersächsischen, welcher im deutschen Sprachgebrauch am ehesten als Platt bezeichnet würde. Seit 2015, also nach bereits über 40-jährigem Bestehen der Gruppe und reichlichen Zu- und Abgängen von Mitgliedern, gab es mehrere Auflösungen und Wiedervereinigungen. Aktuelle Mitglieder der Band sind Bennie Jolink, Willem Terhorst, Timo Kelder und Ferdi Joly.

## Allgemein
Die Band entstammt der Gelderländer Region Achterhoek, was direkt übersetzt „hintere Ecke“ bedeutet. Die Fans der Band nennen sich selbst Aanhanger (wie Anhänger wie für PKW oder Trecker) oder auch Høkers. Høken (gesprochen: „höhken“) ist eine Wortschöpfung der Gruppe, was schlicht „Feiern“ oder „Spaß haben“ bedeuten soll. Es wird auch als Verb für das Motorradfahren hergenommen. Tourneen werden nicht Tourneen, sondern Veldtochten genannt, was dem Wort Feldzug (als Wortspiel mit der landwirtschaftlichen Nutzfläche und dem Militärbegriff) entspricht. Die Konzerte der Veldtochten werden stilecht meist in großen Fest-/Bierzelten gegeben, daneben gibt es seit dem Jahr 2000 aber auch Auftritte innerhalb von Veranstaltungssälen. Neben dem Dialekt und dem Bauerndasein, ist die Motorradszene wichtiger Bestandteil der Bandkultur. Mehrere Bandmitglieder haben zum Teil schwere Motorradunfälle überlebt und bereits Oerend hard thematisiert dies.
Der Musikstil bewegt sich von Hardrock über Rock ’n’ Roll mit Einsprengseln der Country-Musik aber auch bis hin zu volkstümlichen Mitklatschreimen. Die Nähe zum Bauerntum aber auch zur Motorradkultur wird bei allen Auftritten nicht nur mit den Liedern hervorgehoben.
Charakteristisch für die Auftritte der Band sind, neben dem Dialekt, das Tragen von Herrenhüten und mehr oder (in den ersten Jahren) bewusst weniger gut sitzenden Anzügen. Auch das Publikum spielt in wiederkehrenden Aktionen eine aktive Rolle. Es wird Bier verspritzt oder gleich Bierbecher über das Mitpublikum geworfen und bei schlüpfrigen Liedpassagen („Vrouw Hoaverkamp, Wa′ heij'ie grote tiet′n“) entblößen einige Frauen ihre Brüste.
Normaal ist über die Grenzen ihre angestammte Region hinaus in den Niederlanden zu größerer Bedeutung gelangt, was sich u. a. 1982 in Form einer ersten Goldenen Schallplatte für die Single Deurdonderen niederschlug. Es ist die Band mit den meisten Top-40-Platzierungen in den niederländischen Charts, ohne dass jemals einen Nummer-eins-Hit erreicht worden wäre. Hummelo, der Geburtsort des Sängers Bennie Jolink, ließ im Jahr 2018 ein Denkmal aufstellen, das auch Normaalmonument genannt wird.

## Kontroversen mit der Obrigkeit und spätere Anerkennung
Seit kurz nach ihrer Gründung, hatte die Band mit Auftrittsverboten und Auflagen zu kämpfen. 1978 wurde durch den damaligen Stadtrat von Eibergen ein Auftrittsverbot in der Gemeinde erteilt. Aus Archivmaterial geht hervor, dass die Band seinerzeit als der Regionalkultur unwürdig empfunden wurde. 36 Jahre später hatte sich die offizielle Meinung geändert und der Auftritt wurde im Jahr 2014 nachgeholt.
Ende der 1980er Jahre wollt der damalige Bürgermeister der niederländischen Insel Terschelling ein Konzert verhindern. Hier hat sich die Band etwas einfallen lassen und ist unter dem Akronym H.A.L.V.U. (Høkers aller Länder vereinigt euch) doch aufgetreten und hat dem Bürgermeister anschließend einen Besuch abgestattet.
Noch im Jahr 2006 wollten Parteimitglieder der SGP der Gemeinde Staphorst (einer Region mit ausgeprägtem orthodoxen Calvinismus) dortige Konzerte von Normaal verbieten lassen, da die Gruppe den Parteimitgliedern zufolge zu derbem Sprachgebrauch und Alkoholmissbrauch ermutige.
Politisch Stellung bezog Bennie Jolink 2012, in dem er auf einem Bild den rechtspopulistischen Politiker Geert Wilders lachend neben Adolf Hitler und dem norwegischen Terroristen/Massenmörder Anders Breivik malte. Den Hintergrund des Gemäldes bildeten Hügel mit Grabkreuzen. Hierdurch wurde großes Aufsehen erregt und Jolink wurde überschwellig bedroht.
Mitte November 2016 teilte Jolink mit, dass er aus gesundheitlichen Gründen nach einer CD-Präsentation mit seiner Hobbyband The Pensionados am 18. Dezember 2016 nicht mehr vor Publikum auftreten werde. Nach einer medizinischen Untersuchung wurde ihm mitgeteilt, dass seine Lungenkapazität im Vergleich zu einem durchschnittlichen 70-Jährigen nur noch 60 Prozent beträgt. Würde er weiterhin vor Publikum auftreten, würde seine Lungenkapazität weiter abnehmen. Gleichwohl kommt es bis heute zu gelegentlichen Studioaufnahmen und auch Konzerten der Gruppe, da Jolink sich durch eine gesündere Lebensweise sowie einer neuen Asthmamedizin zu weiterer künstlerischer Arbeit in der Lage sieht.

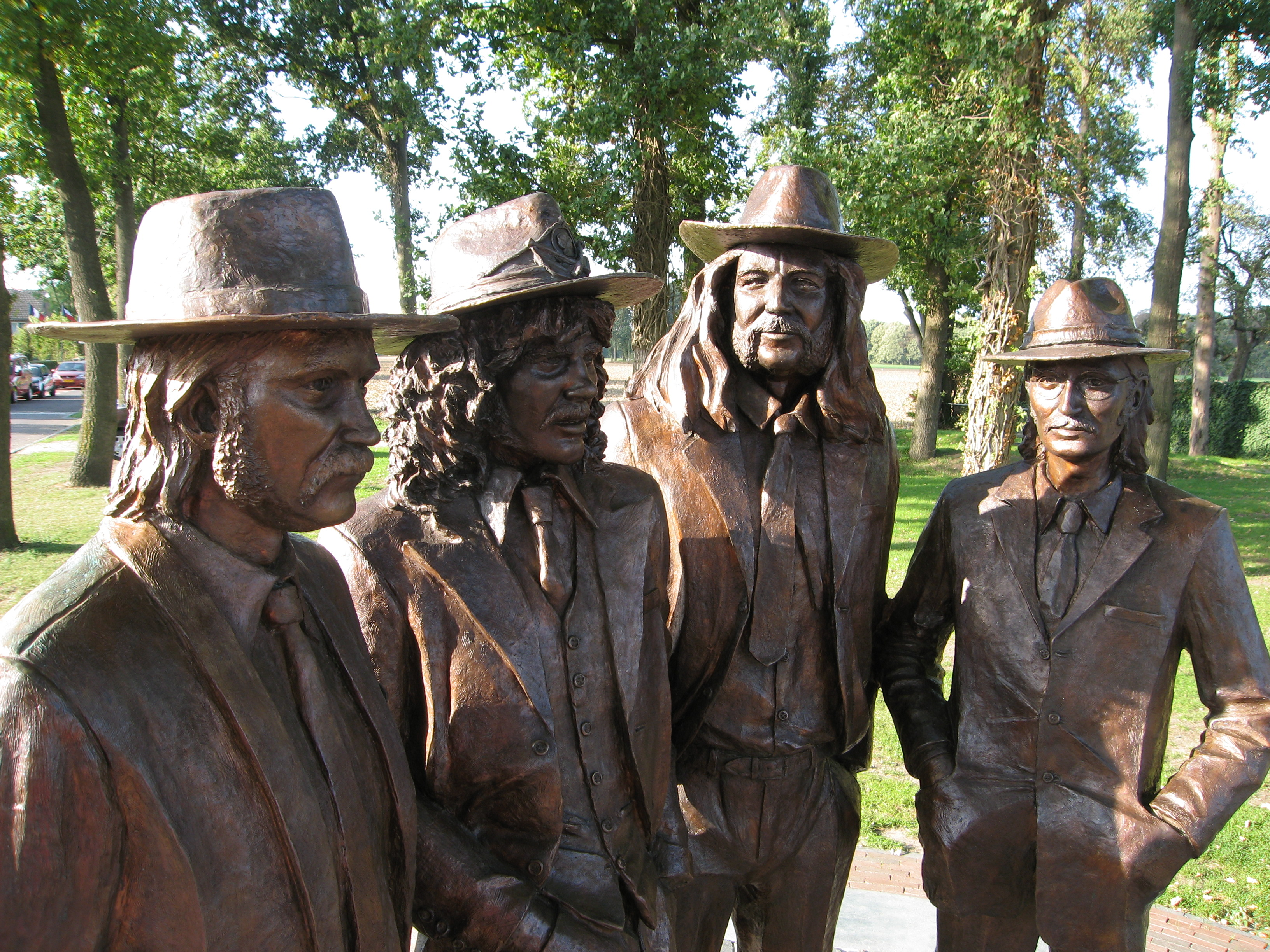
Normaalmonument Hummelo

Das steigende Ansehen der Band und deren Bedeutung für Kultur und Sprache fand jedoch immer mehr Anerkennung und so gibt es seit 2017/2018 ein Bronzedenkmal der Gründungsmitglieder der Band in Hummelo und einen Stern auf der niederländischen Version des Walk of Fame vor dem Fußballstadion GelreDome in Arnheim.
Am 27. April 2025 trat Normaal in Doetinchem anlässlich des in diesem Jahr hier stattfindenden Koningsdag vor König Willem-Alexander auf, welcher die Strophen ihres, nunmehr 50 Jahre alten, Erfolgstitels Oerend Hard auch begeistert mitsang.

### Chronologie
- 1973: Jan Manschot (1947–2014) begegnet an der Kunstakademie in Enschede Bennie Jolink und beide beschließen eine Band zu gründen.
- 1974: Verschiedene Musiker kommen und verlassen die Band. Der Kommilitone und Gitarrist Ferdi Joly erfindet den Bandnamen Normaal.
- 1975: Den ersten größeren Auftritt hat die Gruppe während eines Festivals in der Mittelstadt Lochem.
- 1976: Es folgt die erste Single: Hels as ’n jagdhond, zusammen mit Peter Koelewijn.
- 1977: Normaal unterschreibt einen Vertrag bei Johnny Hoes (1917–2011).
- 1977: In dem Jahr veröffentlichen sie auch ihren größten Hit: Oerend hard. Hierfür erhalten sie kurz darauf die Goldene Schallplatte.
- 1977: In der 10. Folge der deutschen Comedy-Musiksendung Plattenküche (Erstausstrahlung am 6. Dezember 1977) haben Normaal mit ihrem Titel Alie einen Playbackauftritt, bei dem sie gegen Ende all ihre Instrumente zerschlagen.
- 1979: Normaal unterschreibt einen Vertrag bei WEA (Niederlande).
- 1980: Ferdi Joly verlässt die Gruppe und wird durch Alan Gascoigne (Spitzname: „De Gaspiepe“) ersetzt.
- 1982: Eine weitere Goldene Schallplatte für Deurdonderen.
- 1983: Alan Gascoigne verlässt die Band und wird ersetzt durch Paul Kemper.
- 1983: Die Band bekommt die Goldene Schallplatte für De Boer Is Troef.
- 1985: Jan Manschot verletzt sich bei einer Motocross-Veranstaltung schwer und wird eine Zeitlang durch Nico Groen vertreten.
- 1986: Die (Sängerin) Zangeres zonder naam verliert eine Wette bei der niederländischen Ausgabe von Wetten das..?. Als Wetteinsatz gilt eine mit Normaal aufzunehmende Version des Liedes Rock Around the Clock.
- 1989: Jan Manschot verlässt die Gruppe vollständig und wird ersetzt durch Fokke de Jong (Bartje).
- 1992: Willem Duyn nimmt zeitweilig den Platz von Bennie Jolink als Sänger ein. Jolinks Gitarrenspiel wird von Robert Colenbrander übernommen.
- 1995: Speziell für 20 Jahre Normaal bringt Jan Manschot Jolink und Joly wieder zusammen. Beim Jubiläumskonzert in Doetinchem am 25. Mai treten sie somit in der Urbesetzung auf.
- 1996: Jolink leidet unter Depressionen und lässt es in diesem Jahr etwas ruhiger angehen.[11]
- 1997: Ab diesem Jahr ('De Krachttoer') bis zur Jahrtausendwende ('25 joar Normaal') wird in einem riesigen Festzelt („Supertent“) gespielt. Danach jährlich in Dalfsen.
- 2000: Normaal trennt sich nach 17 Jahren von Gitarrist Paul Kemper. Er wird ersetzt durch Alan Gascoigne. Das Album Van tied tut tied bringt Jolink und Joly wieder vollständig zusammen.
- 2000: Im gleichen Jahr beginnt Normaal mit einer Konzertsaaltournee unter dem Namen Effe Zitten, ein Wendepunkt in der Bandgeschichte, da die Band bislang stets auf Festivals oder Freilichtbühnen spielte.
- 2000: Das Jubiläumskonzert „25 jaar Normaal“ findet in Lochem statt, teilweise mit der alten Besetzung.
- 2002: Am 20. Juli dieses Jahres erleidet Jolink während des Trainings zu dem Motocrossfestival Zwarte Cross einen Unfall. Er wird mit einem Pneumothorax und sechs gebrochenen Rippen ins Krankenhaus eingeliefert.
- 2003: Drummer Fokke de Jong wechselt zur friesischen Popband De Kast und wird ersetzt durch Tessa Boomkamp. Jan Kolkman verlässt die Gruppe. Normaal tritt in der Urbesetzung von 1975 bis 1979 auf; bei den Saalvorstellungen mit Tessa Boomkamp, Jan de Ligt (Saxofon), Roel Spanjers (Keyboard), Arend Bouwmeester (Saxofon) sowie Alan Gascoigne.
- 2005: Fokke de Jong kehrt hinter das Drumset zurück; Tessa Boomkamp und Alan Gascoigne verlassen die Band; André Houtappels wird neuer Gitarrist. Der Saxofonspieler Arend Bouwmeester wird durch Jan de Ligt ersetzt.
- 2005: Auf Einladung dänischer Bauern spielt Normaal am 10. September in Holsted.[12]
- 2005: Das Jubiläum „30 jaar Normaal“ wird in Lochem gefeiert. Hier stehen die alte und neue Besetzung gemeinsam auf der Bühne.
- 2006: Jan Wilm Tolkamp verstärkt die Band als Gitarrist und Sänger; André Houtappels verlässt die Gruppe. Normaal spielt nun in der jeweils gleichen Besetzung auf der Bühne als auch innerhalb von Veranstaltungsstätten.
- 2006: Anlässlich der Vergabe der Edison Music Awards am 15. März im Amsterdamer Veranstaltungszentrum Melkweg erhält Normaal den Edison Oeuvreprijs.
- 2007: Normaal spielt in Sälen, wie auch auf den „Veldtochten“ in einer achtköpfigen Besetzung. Bennie Jolink (Leadgesang, Gitarre), Ferdi Joly (Gesang, Gitarre, Saxofon), Willem Terhorst (Gesang, Bassgitarre), Fokke de Jong (Gesang, Drums), Roel Spanjers (Gesang, Keyboard), Jan Wilm Tolkamp (Gesang, Gitarre), Jan de Ligt (Saxofon) und Joost Hagen (Trompete).
- 2010: Jan de Ligt tritt nur noch anlässlich besonderer Konzerte auf; Ferdi Joly spielt nur noch in der alten Besetzung mit.
- 2010: In Hummelo wird das 35-jährige Jubiläum gefeiert.
- 2012: Bei Schlagzeuger Jan Manschot wird ein Hirntumor festgestellt.
- 2013: Fokke de Jong verlässt erneut die Gruppe, um sich dem eigenen Projekt, der Band King Of The World zu widmen. Er wird ersetzt durch den Drummer Timo Kelder. Auch Jan Manschot beendet seine Arbeit als Schlagzeuger.[13]
- 2013: Am 25. Februar gibt Normaal ein Konzert im Koninklijk Theater Carré.
- 2014: Drummer und Mitgründer Jan Manschot stirbt in der Nacht des 20. Januar nach langer Krankheit.
- 2015: Das 40-jährige Jubiläum von Normaal wird in Lochem gefeiert. Am 8. Mai kam die 4-teilige CD-box mit 29 neuen Liedern raus. Dieses ist dann auch das letzte Album von Normaal. (Stand November 2024)
- 2015: Normaal erhält im September den Buma NL Lifetime Achievement Award.
- 2015: Am 27. Mai sendet die Rundfunkgesellschaft VPRO die Dokumentation Ja, dat was høken, 40 jaar Normaal, die am 19. Dezember des gleichen Jahres auf DVD veröffentlicht wurde.[14]
- 2015: Am 5. Dezember gibt die Band im Sportcentrum in Leek ihr allerletztes „Veldtocht“-Konzert.
- 2015: Am 19. Dezember gibt Normaal sein Abschiedskonzert mit dem Titel Ajuu, de mazzel!, im Stadion GelreDome, Arnhem. welches am 3. Januar 2016 durch VPRO ausgestrahlt sowie am 17. Juni auf Blu-ray Disc und DVD herausgebracht wird.[15]
- 2016: Das Bandmitglied Jan Wilm Tolkamp bringt am 11. Januar als Solist das Lied Toevallig heraus und soll als Ode an Normaal gelten.
- 2018: In Hummelo erfolgte am Himmelfahrtstag die Enthüllung des Normaal-Denkmals, wozu die Geehrten ein Überraschungskonzert beisteuerten.
- 2019: Ebenfalls an dem Himmelfahrtstag gaben Normaal auf dem Tractorpullinggelände von Lochem ein Reunion-Konzert, mit dem Titel Olderwets Høken.
- 2019: Eine gemeinschaftliche Kampagne der Bauern, um das Lied De boer dat is de keerl weit oben in den Top 2000 von NPO Radio 2 zu platzieren, wird ein Erfolg. Es steht auf Platz 9 dieser Liste. Nie zuvor war ein Lied von Normaal höher platziert.
- 2020: Normal überträgt am Himmelfahrtstag über Facebook und Omroep Gelderland ein Akustikkonzert. Das diesjährige Konzert 45 joar olderwets Høken sollte eigentlich live in Lochem stattfinden, wurde aber wegen der Corona-Pandemie und den damit verbundenen Sicherheitsanforderungen verschoben.
- 2023: Am Himmelfahrtstag gibt Normaal erneut ein Konzert auf dem Traktorpullinggelände in Lochem, hier mit dem Titel „Olderwets Høken“.[16]
- 2024: Am 7., 9. und 11. Mai geben Normaal wieder Konzertauftritte, getitelt 49 joar Olderwets Høken, dieses Mal auf der Freiluftbühne von Lochem.[17]
- 2024: Anfang August präsentiert das Steengroeve Theater aus Winterswijk das Stück: DEURDONDEREN – ’n onwies Normaal spektakel. Darin wird das Achterhoek und insbesondere die Band Normaal geehrt.
- 2024: Der Vlaardinger Saxofonist Jan de Ligt stirbt am 31. August im Alter von 69 Jahren. Er spielte 15 Jahre mit Normaal.[18]
- 2024: Das Buch Feesten Als Wilde Beesten over 50 jaar Normaal erscheint am 23. September.[19][20]
- 2024: Normaal besteht nun 50 Jahre. Das wird am 26. September mit einer gemeinsamen Sondersendung von RTV Oost und Omroep Gelderland gewürdigt.[21]
- 2025: Am Himmelfahrtstag, dem 29. Mai 2025, gab Normaal mit den Gästen Paul Kemper, Tessa Boomkamp und Fokko de Jong ihr Jubiläumskonzert anlässlich ihres 50-jährigen Bestehens. Es kamen 25.000 Besucher.[22][23]

## Diskografie

### Studioalben
| Jahr | Titel                         | Höchstplatzierung, Gesamtwochen, AuszeichnungChartsChartplatzierungen (Jahr, Titel, Platzierungen, Wochen, Auszeichnungen, Anmerkungen) | Anmerkungen                              |
| Jahr | Titel                         | NL | Anmerkungen                              |
| ---- | ----------------------------- | --- | ---------------------------------------- |
| 1977 | Oerend hard                   | NL12 (11 Wo.)NL |                                          |
| 1978 | Ojadasawa                     | NL8 (9 Wo.)NL |                                          |
| 1979 | D’n Achterhoek Tsjoek         | NL11 (6 Wo.)NL |                                          |
| 1980 | Høken is Normaal              | NL24 (11 Wo.)NL |                                          |
| 1981 | Springlèavend                 | NL5 (10 Wo.)NL |                                          |
| 1982 | Deurdonderen                  | NL2 Gold · (36 Wo.)NL |                                          |
| 1983 | De boer is troef              | NL4 Gold · (12 Wo.)NL |                                          |
| 1984 | De Klok Op… Rock              | NL2 Gold · (29 Wo.)NL |                                          |
| 1985 | Steen – stoal en sentiment    | NL1 (11 Wo.)NL |                                          |
| 1986 | Kiek uut                      | NL6 (17 Wo.)NL |                                          |
| 1987 | Noar ’t café                  | NL22 (6 Wo.)NL |                                          |
| 1988 | Da’s Normaal                  | NL10 (11 Wo.)NL |                                          |
| 1989 | Recht toe recht an            | NL17 (8 Wo.)NL |                                          |
| 1990 | Normalis jubilaris            | NL44 (15 Wo.)NL |                                          |
| 1991 | H.A.L.V.U.                    | NL25 (13 Wo.)NL |                                          |
| 1992 | Buugen of basten              | NL27 (15 Wo.)NL |                                          |
| 1993 | Bi-j Normaal thuus            | NL19 (39 Wo.)NL |                                          |
| 1994 | Gas d’r bi-j                  | NL6 (20 Wo.)NL |                                          |
| 1996 | Top of the Bult               | NL8 (12 Wo.)NL |                                          |
| 1997 | Krachttoer                    | NL2 (22 Wo.)NL |                                          |
| 1998 | Høken kreng                   | NL18 (9 Wo.)NL |                                          |
| 2000 | Van tied tut tied             | NL29 (7 Wo.)NL |                                          |
| 2000 | Effen zitten                  | NL28 (10 Wo.)NL |                                          |
| 2001 | Ik kom altied weer terug      | NL45 (4 Wo.)NL |                                          |
| 2003 | Vernemstig te passe           | NL31 (8 Wo.)NL |                                          |
| 2003 | Høk & swing                   | NL43 (11 Wo.)NL |                                          |
| 2004 | Fonkel                        | NL21 (8 Wo.)NL |                                          |
| 2006 | Hier is Normaal               | NL14 (6 Wo.)NL |                                          |
| 2009 | De Blues eLPee                | NL12 (10 Wo.)NL |                                          |
| 2011 | Høken in Hummelo              | NL18 (5 Wo.)NL |                                          |
| 2012 | Halve soul helemoal høken     | NL6 (7 Wo.)NL |                                          |
| 2013 | De wilde joaren               | NL13 (4 Wo.)NL |                                          |
| 2014 | Deurdonderen in de Achterhoek | NL18 (1 Wo.)NL |                                          |
| 2016 | Odi Profanum                  | NL66 (2 Wo.)NL |                                          |
| 2021 | Normale verhale               | NL3 (3 Wo.)NL | Erstveröffentlichung: 24. September 2021 |

### Livealbum
| Jahr | Titel               | Höchstplatzierung, Gesamtwochen, AuszeichnungChartsChartplatzierungen (Jahr, Titel, Platzierungen, Wochen, Auszeichnungen, Anmerkungen) | Anmerkungen                         |
| Jahr | Titel               | NL | Anmerkungen                         |
| ---- | ------------------- | --- | ----------------------------------- |
| 1998 | Kriebel in de konte | NL57 (3 Wo.)NL |                                     |
| 2016 | Ajuu de mazzel!     | NL38 (2 Wo.)NL |                                     |
| 2024 | Nøhlen              | NL3 (1 Wo.)NL | Erstveröffentlichung: 14. Juni 2024 |

### Kompilationen
| Jahr | Titel                               | Höchstplatzierung, Gesamtwochen, AuszeichnungChartsChartplatzierungen (Jahr, Titel, Platzierungen, Wochen, Auszeichnungen, Anmerkungen) | Anmerkungen                            |
| Jahr | Titel                               | NL | Anmerkungen                            |
| ---- | ----------------------------------- | --- | -------------------------------------- |
| 1979 | Het allerbeste van Normaal          | NL40 (3 Wo.)NL |                                        |
| 1983 | Stark wark 1980-1983                | NL8 (7 Wo.)NL |                                        |
| 1988 | 12 ½ jaar                           | NL10 (14 Wo.)NL |                                        |
| 1992 | Het beste van                       | NL22 (17 Wo.)NL |                                        |
| 1994 | Het complete hitoverzicht           | NL75 (5 Wo.)NL |                                        |
| 1997 | Deur de joaren hen                  | NL32 (8 Wo.)NL |                                        |
| 1997 | Onwijs høken - 20 jaar hits         | NL20 (6 Wo.)NL |                                        |
| 1997 | Onwijs høken - 22 jaar Normaal      | NL35 (7 Wo.)NL |                                        |
| 2007 | 100 x Normaal                       | NL36 (16 Wo.)NL |                                        |
| 2008 | Ni-je nrs                           | NL16 (10 Wo.)NL |                                        |
| 2015 | 40 Joar Høken                       | NL9 (16 Wo.)NL |                                        |
| 2017 | Gewoon deurdonderen 1977-1984       | NL46 (1 Wo.)NL |                                        |
| 2018 | The Golden Years Of Dutch Pop Music | NL49 (1 Wo.)NL | Erstveröffentlichung: 23. Februar 2018 |
| 2022 | Ojadahits                           | NL8 (1 Wo.)NL | Erstveröffentlichung: 14. Oktober 2022 |

### EPs
| Jahr | Titel                         | Höchstplatzierung, Gesamtwochen, AuszeichnungChartsChartplatzierungen (Jahr, Titel, Platzierungen, Wochen, Auszeichnungen, Anmerkungen) | Anmerkungen |
| Jahr | Titel                         | NL | Anmerkungen |
| ---- | ----------------------------- | --- | ----------- |
| 1985 | Zo kommen wi-j de winter deur | NL26 (11 Wo.)NL |             |

### Singles
| Jahr | Titel Album                                       | Höchstplatzierung, Gesamtwochen, AuszeichnungChartsChartplatzierungen (Jahr, Titel, Album, Platzierungen, Wochen, Auszeichnungen, Anmerkungen) | Anmerkungen                     |
| Jahr | Titel Album                                       | NL | Anmerkungen                     |
| ---- | ------------------------------------------------- | --- | ------------------------------- |
| 1977 | Oerend hard                                       | NL2 (11 Wo.)NL |                                 |
| 1977 | Alie Oerend hard                                  | NL12 (7 Wo.)NL |                                 |
| 1978 | Ik Bun Moar Een Eenvoudige Boerenlul –            | NL31 (4 Wo.)NL |                                 |
| 1979 | Hendrik Haverkamp D’n Achterhoek Tsjoek           | NL24 (5 Wo.)NL |                                 |
| 1979 | Marie D’n Achterhoek Tsjoek                       | NL27 (4 Wo.)NL |                                 |
| 1981 | Net-As Gisteren Springlèavend                     | NL10 (8 Wo.)NL |                                 |
| 1981 | Achterhoek Boogie –                               | NL31 (3 Wo.)NL |                                 |
| 1981 | Oeh, Wat ’n Volk –                                | NL28 (4 Wo.)NL |                                 |
| 1982 | Mamma Woar Is Mien Pils –                         | NL7 (7 Wo.)NL |                                 |
| 1982 | Deurdonderen                                      | NL17 (6 Wo.)NL |                                 |
| 1982 | Niet Noar Huus Toe Goan –                         | NL10 (9 Wo.)NL |                                 |
| 1983 | Dat Kump Der Now Van –                            | NL9 (7 Wo.)NL |                                 |
| 1983 | De boer is troef                                  | NL14 (5 Wo.)NL |                                 |
| 1983 | Heidi –                                           | NL8 (8 Wo.)NL |                                 |
| 1984 | Hiekikkowokan –                                   | NL9 (8 Wo.)NL |                                 |
| 1984 | De Klok Op… Rock                                  | NL24 (4 Wo.)NL |                                 |
| 1984 | Politiek –                                        | NL10 (7 Wo.)NL |                                 |
| 1985 | Steen – stoal en sentiment                        | NL16 (6 Wo.)NL |                                 |
| 1985 | Kom D’r Bi-j –                                    | NL19 (6 Wo.)NL |                                 |
| 1985 | Oerend hard – Live –                              | NL26 (5 Wo.)NL |                                 |
| 1986 | Pien In De Kop Kiek uut                           | NL24 (5 Wo.)NL |                                 |
| 1986 | Hoe-j ’t Ok Doet Kiek uut                         | NL31 (3 Wo.)NL |                                 |
| 1986 | Rock Around the Clock –                           | NL13 (5 Wo.)NL | mit Zangeres Zonder Naam        |
| 1987 | Hup Voetbal Hup Noar ’t café                      | NL30 (3 Wo.)NL |                                 |
| 1988 | De Hoofdman Was Knuppeldik 12 ½ jaar              | NL25 (5 Wo.)NL | mit De Glanerbrugger Muzikanten |
| 1989 | Ik Vuul Mien Zo Zo… – Live! –                     | NL21 (4 Wo.)NL |                                 |
| 1989 | Rechttoe Rechtan                                  | NL23 (5 Wo.)NL |                                 |
| 1990 | Vulgaris Magistralis Normalis jubilaris           | NL27 (3 Wo.)NL |                                 |
| 1990 | Lucille H.A.L.V.U.                                | NL22 (5 Wo.)NL |                                 |
| 1991 | HALVU – Høkers Aller Landen Verenigt U H.A.L.V.U. | NL18 (6 Wo.)NL |                                 |
| 1991 | Doar Maak Ik Gin Probleem Van H.A.L.V.U.          | NL28 (3 Wo.)NL |                                 |
| 1992 | Woenderbaar –                                     | NL18 (5 Wo.)NL | mit Willem                      |
| 1992 | As ’t Mot –                                       | NL31 (2 Wo.)NL |                                 |
| 1992 | Vrolijk HøKerstfeest –                            | NL18 (4 Wo.)NL |                                 |
| 1993 | Doe Niet Zo Moeilijk Buugen of basten             | NL18 (6 Wo.)NL |                                 |
| 1993 | Machtig Mooi Lief En Lekker Deerntjen –           | NL30 (4 Wo.)NL |                                 |
| 1994 | ’t Wurd Tied (Dat Wi-j Weer Es Goat Dansen) –     | NL18 (9 Wo.)NL |                                 |
| 1994 | Doe Effen Normaal Gas d’r bi-j                    | NL12 (6 Wo.)NL |                                 |
| 1994 | Gas d’r bi-j                                      | NL32 (4 Wo.)NL |                                 |
| 1994 | Half Um Half Gas d’r bi-j                         | NL25 (4 Wo.)NL |                                 |
| 1995 | Now En Top of the Bult                            | NL18 (4 Wo.)NL |                                 |
| 1996 | Top of the Bult                                   | NL26 (3 Wo.)NL |                                 |
| 1997 | Krachttoer                                        | NL13 (5 Wo.)NL |                                 |
| 1997 | Dames Loat Die Rockjes Now Moar Waaien Krachttoer | NL22 (4 Wo.)NL |                                 |
| 1999 | Puik Idee Ballade –                               | NL18 (4 Wo.)NL | mit Jantje Smit                 |
| 2005 | Rennen Of Stilstoan Hier is Normaal               | NL31 (5 Wo.)NL |                                 |

### Videoalben
- Het verhaal van Normaal (1985)
- Bi-j Normaal thuus (1993)
- Krachttour (1997)
- Ik kom altied weer terug (2001)
- Høk & swing (2004)
- Høken veur gevorderden (2004)
- Boeruhn – 30 joar høken (2005)
- 35 joar høken in Hummelo (2011)
- Ja, dat was høken, 40 jaar Normaal (2015)
- Ajuu de mazzel! (Abschiedskonzert GelreDome) (2016) – auf DVD und Blu-ray Disc

## Bibliografie

### Musik-/Notenbücher
- 11 keer Normaal (1977)
- Mooie muziek om eiges te maken (1988)
- Liedjesboek, deur de jaren heen (2005)
- De hits van Normaal (2006)

### Bücher
- Normaal deur de joaren hen (1989)
- Wat is Normaal (1990)
- Høkbiebel (1993)
- Oerend hard: Het onmundige høkersleaven van Ben Jolink (2006)
- Ik zeg oeh ... 35 jaar deurdonderen (2010)
- Oerend mooie Achterhoek (2015)
- Hugo Jaartsveld, Fotograaf (2015)
- NORMAAL Oerend Hard - Alles wurt plat espeuld! (2017)
- ‘t Hele Normaale Hummelo. (2018)
- Wimken Van Diene - Ik Blief Altied Normaal (2020)
- Høken Henkie - Veur de eer (2021) über den Vorsitzenden Henk Kelder des Fanclubs[26]
- Normale verhale + CD (2021)